# Franceska Mann
Franceska Manheimer-Rosenberg, nota come Franziska Mann o Franceska Mann, o con il nome d'arte Lola Horowitz (Varsavia, 4 febbraio 1917 – campo di concentramento di Auschwitz, 23 ottobre 1943), è stata una ballerina polacca di origine ebraica, vittima dell'Olocausto.

## Biografia
Nata a Varsavia, il 4 febbraio 1917, Franceska Mann studiò danza classica con la famosa ballerina Irena Prusicka. Nel 1939 partecipò al Concorso Internazionale di Danza a Bruxelles, dove si qualificò al quarto posto. Era nota ai residenti di Varsavia per le sue esibizioni in teatro ma con l'invasione nazista della polonia Franceska fu costretta a lavorare al nightclub Melody Palace.
Nel 1943 Franceska è stata una tra i circa 2500 ebrei intrappolati nell'affare Hotel Polski, e ottenne il tanto agognato visto che le avrebbe dato l'illusione di poter uscire legalmente dalla Germania nazista.

### L'Hotel Polski
Nel 1943, dopo l'operazione di rastrellamento del Ghetto di Varsavia eseguita dalle SS, l'Hotel Polski fu utilizzato dai tedeschi come esca per gli ebrei che si nascondevano nella città. Gli agenti tedeschi e i loro collaboratori finsero che gli ebrei potessero acquistare passaporti stranieri e altri documenti, per lasciare i territori occupati dalla Germania nazista come cittadini stranieri. Circa 2 500 ebrei caddero in questa trappola; la maggior parte venne arrestata, trasferita nei campi di concentramento nazisti e uccisa.

### La rivolta delle donne ad Auschwitz-Birkenau dell'ottobre 1943
Gli ebrei che si rifugiarono nell'Hotel Polski di Varsavia vennero rassicurati che avrebbero raggiunto l'inesistente campo di Bergau, cittadina vicino a Dresda, mentre invece la destinazione fu il campo di sterminio Auschwitz-Birkenau.
Sulla rampa, subito dopo essere scesi dal treno, accolti dal maggiore delle SS Josef Schillinger, che i sopravvissuti in seguito avrebbero descritto come uomo sadico e particolarmente brutale, cominciarono a sospettare qualcosa, ma furono ridotti al silenzio con la violenza. Gli uomini delle SS separarono gli uomini dalle donne e dai bambini, portando i primi al crematorio II, e le donne e i bambini al crematorio III.
L'SS-Obersturmführer Franz Hößler, il cosiddetto “Schutzhaftlagerführer” nel campo femminile di Auschwitz-Birkenau, avrebbe ingannato un'ultima volta le donne prigioniere, informandole che sarebbero state a breve disinfettate per lasciare il paese. Quando ordinò loro di spogliarsi, la metà delle vittime si lasciò convincere, togliendosi i vestiti ed entrando nelle camere a gas; altre, sospettose, rifiutarono. Solo quando furono picchiate con mazze e fruste dalle guardie delle SS, iniziarono a spogliarsi. Tra le donne che si opposero, alcune testimonianze sostengono ci fosse Franziska Mann.
Quello che è successo dopo è stato successivamente descritto in modo diverso.

## Franceska Mann: testimonianze, racconti e interpretazioni
Secondo lo storico dell'Olocausto Robert Jan van Pelt, se ci sono documenti che testimoniano l'avvenuta rivolta all'arrivo di un convoglio nell'ottobre del 1943, per la quale due SS, Rudolf Grimm e Fritz Lackner, che contribuirono a reprimerla, ricevettero una medaglia, rimane molto più difficile stabilire cosa esattamente successe quel giorno negli spogliatoi, perché "il documento non descrive la natura della rivolta e non fornisce dettagli." Sempre secondo van Pelt, l'attribuzione di questo atto di ribellione ad una ballerina, sarebbe avvenuta per prima volta nel 1946 da parte del sopravvissuto all'Olocausto e storico Eugen Kogon, che tuttavia non si trovava ad Auschwitz ma a Buchenwald. Van Pett fa risalire a quell'anno la diffusione capillare del racconto di quell'atto di resistenza, che si sarebbe arricchito di particolari fino a diventare una leggenda.
Nelle sue memorie Berish Erlich, un ebreo polacco deportato ad Auschwitz l'8 luglio 1943 e sopravvissuto all'Olocausto, racconta la storia della ballerina ebrea Franceska Mann, di Varsavia, che nell'ottobre 1943 nel Crematorio 4 avrebbe colpito a morte il maggiore delle SS Josef Schillinger e ferito Wilhelm Emmerich, togliendosi poi essa stessa la vita.
Filip Müller, uno scrittore slovacco di origini ebraiche, membro del Sonderkommando nel campo di concentramento di Auschwitz, nelle sue memorie ricorda il caso di una ballerina che avrebbe sottratto una pistola all'Oberscharführer Walter Konrad Quakernack, capogruppo dei militari nazisti nel crematorio di Auschwitz, uccidendo Josef Schillinger che si trovava accanto a lui.

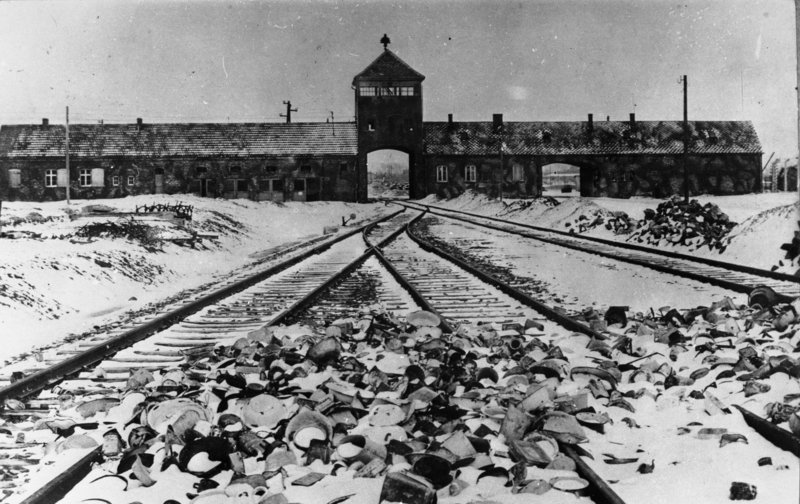
La Bahnrampe, la rampa dei treni all'interno del campo di Birkenau, dove dal 1944 arrivavano i convogli dei deportati

Salmen Gradowski, membro del Sonderkommando, morto probabilmente il 7 ottobre 1944, nel suo diario, pubblicato in Israele nel 1977, parla dell' "atto di coraggio di un'eroica giovane donna, una ballerina di Varsavia, che ha strappato il revolver all'Oberscharführer della Politische Abteilung di Auschwitz, Kwakernak, e ha abbattuto il Rapportführer, quel bandito ben noto, l'Unterscharführer Schillinger". Lo scrittore polacco Wieslaw Kielar, sopravvissuto ad Auschwitz-Birkenau, e l'ebrea polacca Sara Nomberg-Przytyk, prigioniera politica internata ad Auschwitz nel gennaio 1944, e testimone diretta degli esperimenti medici di Josef Mengele sui prigionieri indifesi, nelle loro memorie pubblicate postume raccontano di aver saputo da altri internati di una giovane ballerina di Parigi che nell'estate 1944, mentre si stava spogliando per essere inviata alla camera a gas, si sarebbe impadronita della pistola di un comandante delle guardie, uccidendolo. I dati riportati dai due autori sarebbero solo in parte coincidenti; nel suo racconto Kielar afferma che questa vicenda era diventata una leggenda e che "senza dubbio questo gesto eroico di una fragile donna, di fronte a una morte certa, dava sostegno morale a ogni prigioniero".
Tre testimonianze di sopravvissuti al campo di sterminio e di ufficiali in servizio raccolte tra il 1944 e 1946 confermerebbero la rivolta delle donne negli spogliatoi e l'uccisione di un ufficiale SS con la sua arma da fuoco, ma, come nel rapporto del fuggitivo Jerzy Wesoloski pubblicato nei Protocolli di Auschwitz alla fine del 1944 dal War Refugee Board, non viene definita l'identità della donna che gli avrebbe sottratto l'arma.
Secondo quanto riportato nell'archivio dell'Internationalen Auschwitz Komitee, la versione più probabile sarebbe quella riportata dal pubblicista Andreas Meckel in Against Forgetting - For Democracy eV, secondo la quale Franziska Mann si sarebbe spogliata lentamente in maniera deliberata, per poi cogliere di sorpresa Walter Quakernack, successivamente aggredito con il tacco della scarpa, per togliergli la pistola. La donna avrebbe quindi sparato a Schillinger che sarebbe morto durante il trasporto in ospedale. Questo atto avrebbe dato avvio alla ribellione delle altre donne che si sarebbero avventate a mani nude contro le SS, finendo uccise a colpi di mitragliatrice dai militari guidati dal comandante del campo Rudolf Höß. Le sopravvissute sarebbero state mandate nelle camere a gas, e il giorno successivo, per rappresaglia, le SS avrebbero sparato indiscriminatamente sui prigionieri, uccidendone 13 e lasciandone molti altri feriti.

### Altre testimonianze
Un documento conservato negli U.S. National Archives and Record Administration, declassificato nel 2010, e ricavato dalle memorie del comandante di Auschwitz Rudolf Höß, scritto poco prima della sua esecuzione nel 1947, riporta che nel novembre 1943 l'SS Scharführer Schillinger venne ucciso con il suo revolver da un'attrice ebrea francese che, dopo essersi spogliata, stava per essere gasata.
Nella sua testimonianza al processo per crimini di guerra contro l'SS-Obersturmbannführer nazista Adolf Eichmann, il militare e criminale di guerra tedesco cita brevemente l'episodio dell'assassinio di Schillinger : “00:03:35 Schillinger è stato assassinato da una donna in trasporto."
Nel 2012 il giornalista dell'Associated Press e ricercatore degli Archivi Nazionali Randy Herschaft ha riportato la scoperta della testimonianza di un commerciante di legname polacco di 33 anni prigioniero ad Auschwitz e responsabile dei servizi di archiviazione, rilasciata ai servizi segreti britannici in un rapporto segreto del 31 maggio 1945, nella quale il sopravvissuto racconta l'episodio di un'attrice che, spogliata nuda e sul punto di essere gasata, avrebbe sottratto la pistola ad una guardia notoriamente brutale, ferendola a morte.
Nel gennaio 2015, in un'intervista a un giornale di Filadelfia, il sopravvissuto all'Olocausto David Wisnau che trascorse tre anni nel campo di concentramento di Auschwitz, ha riportato l'episodio dell'atto di ribellione di Franceska Mann e della rivolta del Crematorio IV.

## Morte di Franceska Mann
Anche per quanto riguarda la morte di Franceska Mann vi sarebbero diverse versioni: Berish Erlich afferma che si sarebbe tolta la vita; lo storico tedesco Eberhard Kolb sostiene che sarebbe stata gasata.
Il comandante di Auschwitz Rudolf Höß, nella sua disposizione, avrebbe invece dichiarato che Mann e le altre donne ebree autrici del sollevamento sarebbero state giustiziate, versione sostenuta anche decenni dopo dallo storico inglese Martin Gilbert nel suo racconto basato sul rapporto di Jerzy Tabeau, presentato al Tribunale internazionale di Norimberga come documento L-22, e da un altro rapporto, intitolato Jewish Resistance in Nazi-Occupied Germany del giornalista polacco Reuben Ainsztein.

## Nella cultura di massa
- Modlitba pro Kateřinu Horovitzovou (1964, trad.: Preghiera per Katerina Horovitzova), dello scrittore ceco di origini ebraiche Arnošt Lustig, sopravvissuto ad Auschwitz e a Buchenwald, da cui è stato anche tratto un film,[21] è ispirato alla storia di Franceska Mann.[22]
- Cynthia Southern ha pubblicato un racconto sulla storia di Franceska Mann, The Vixen Who Shot A Nazi: The story of Franceska Mann.[23]
- Il 1. settembre 2019 il Jerusalem Ballet ha reso omaggio a Franceska Mann, "alla sua speranza, la sua vita e il suo coraggio", in occasione dell'80º anniversario dell'inizio della seconda guerra mondiale.[24]
- Lo scrittore polacco Tadeusz Borowski, sopravvissuto ai campi di concentramento di Auschwitz e Dachau, nel suo breve racconto La morte di Schillinger, contenuto nella raccolta Kamienny świat, 1948 (Mondo di pietra) racconta l'assassinio di Schillinger compiuto da una donna che si stava spogliando prima di entrare nella camera a gas.[25][26]